# Gymnosoma inornata
Gymnosoma inornata är en tvåvingeart som beskrevs av Zimin 1966. Gymnosoma inornata ingår i släktet Gymnosoma och familjen parasitflugor. Inga underarter finns listade i Catalogue of Life.